# Liste der Kulturdenkmale in Friedensthal
In der Liste der Kulturdenkmale in Friedensthal sind die Kulturdenkmale des Ortsteils Friedensthal der sächsischen Stadt Herrnhut verzeichnet, die bis Juni 2018 vom Landesamt für Denkmalpflege Sachsen erfasst wurden (ohne archäologische Kulturdenkmale). Die Anmerkungen sind zu beachten.

## Liste der Kulturdenkmale in Friedensthal
| Bild                                    | Bezeichnung | Lage                                                                                           | Datierung                        | Beschreibung | ID       |
| --------------------------------------- | --- | ---------------------------------------------------------------------------------------------- | -------------------------------- | --- | -------- |
| Direkt Bild zu diesem Denkmal hochladen | Eisenbahnstrecke Löbau – Zittau (Sachgesamtheit)                                                                              | (Gemarkung Niederstrahwalde, Flurstück 444; Gemarkung Oberstrahwalde, Flurstück 422/1) (Karte) | 1848 eröffnet                    | Sachgesamtheitsbestandteil der Sachgesamtheit Eisenbahn Löbau – Zittau, Abschnitt im Ortsteil Friedensthal: Trasse und Gleisanlage der Eisenbahn als Sachgesamtheitsteil (siehe auch Sachgesamtheitsdokument in der Denkmalliste der Stadt Löbau – Obj. 08992544); verkehrsgeschichtlich von Bedeutung | 09302445 |
| Direkt Bild zu diesem Denkmal hochladen | Wegestein | Friedensthaler Straße (am Ortsausgang Richtung Obercunnersdorf) (Karte)                        | 19. Jahrhundert                  | Verkehrsgeschichtlich von Bedeutung | 08960779 |
| Direkt Bild zu diesem Denkmal hochladen | Ziegelei mit Wohnhaus mit flachem Anbau und Ringofen                                                                          | Friedensthaler Straße 2 (Karte)                                                                | 1805 (Ringofen); 1876 (Ziegelei) | 1805 als Lehmgrube eingezeichnet, wohl ab 1876 mit Ziegelei, baugeschichtlich und technikgeschichtlich von Bedeutung; Ringofen abgerissen | 09303959 |
| Direkt Bild zu diesem Denkmal hochladen | Bahnwärterhaus und nordöstlich auf der anderen Seite der Gleise gelegenes Wächterhäuschen (Einzeldenkmale zu ID-Nr. 09303744) | Friedensthaler Straße 4 (Karte)                                                                | 1871                             | Einzeldenkmal der Sachgesamtheit Eisenbahnstrecke Löbau – Zittau; errichtet auf dem höchsten Punkt der Bahn zwischen Dresden und Zittau; verkehrsgeschichtlich und baugeschichtlich von Bedeutung | 09303939 |
| Direkt Bild zu diesem Denkmal hochladen | Gasthof Friedensthal | Friedensthaler Straße 7 (Karte)                                                                | 1. Hälfte 19. Jahrhundert        | Obergeschoss Fachwerk, zum großen Teil ornamental verschiefert, baugeschichtlich und ortsgeschichtlich von Bedeutung | 08960787 |
| Direkt Bild zu diesem Denkmal hochladen | Wohnhaus | Friedensthaler Straße 8 (Karte)                                                                | 1. Hälfte 19. Jahrhundert        | Obergeschoss Fachwerk, Holzkonstruktion erhalten, Fachwerk verkleidet beziehungsweise verputzt, baugeschichtlich von Bedeutung | 08960789 |

## Ehemaliges Denkmal
| Bild                                    | Bezeichnung   | Lage                            | Datierung                 | Beschreibung | ID       |
| --------------------------------------- | ------------- | ------------------------------- | ------------------------- | --- | -------- |
| Direkt Bild zu diesem Denkmal hochladen | Wohnstallhaus | Friedensthaler Straße 9 (Karte) | 1. Hälfte 19. Jahrhundert | Obergeschoss Fachwerk, Strukturbestandteil der Ortslage, baugeschichtlich von Bedeutung Im Jahr 2021 abgerissen und durch Neubauten ersetzt. | 08960788 |

## Tabellenlegende
- Bild: Bild des Kulturdenkmals, ggf. zusätzlich mit einem Link zu weiteren Fotos des Kulturdenkmals im Medienarchiv Wikimedia Commons. Wenn man auf das Kamerasymbol klickt, können Fotos zu Kulturdenkmalen aus dieser Liste hochgeladen werden:
- Bezeichnung: Denkmalgeschützte Objekte und ggf. Bauwerksname des Kulturdenkmals
- Lage: Straßenname und Hausnummer oder Flurstücknummer des Kulturdenkmals. Die Grundsortierung der Liste erfolgt nach dieser Adresse. Der Link (Karte) führt zu verschiedenen Kartendiensten mit der Position des Kulturdenkmals. Fehlt dieser Link, wurden die Koordinaten noch nicht eingetragen. Sind diese bekannt, können sie über ein Tool mit einer Kartenansicht einfach nachgetragen werden. In dieser Kartenansicht sind Kulturdenkmale ohne Koordinaten mit einem roten bzw. orangen Marker dargestellt und können durch Verschieben auf die richtige Position in der Karte mit Koordinaten versehen werden. Kulturdenkmale ohne Bild sind an einem blauen bzw. roten Marker erkennbar.
- Datierung: Baubeginn, Fertigstellung, Datum der Erstnennung oder grobe zeitliche Einordnung entsprechend des Eintrags in der sächsischen Denkmaldatenbank
- Beschreibung: Kurzcharakteristik des Kulturdenkmals entsprechend des Eintrags in der sächsischen Denkmaldatenbank, ggf. ergänzt durch die dort nur selten veröffentlichten Erfassungstexte oder zusätzliche Informationen
- ID: Vom Landesamt für Denkmalpflege Sachsen vergebene, das Kulturdenkmal eindeutig identifizierende Objekt-Nummer. Der Link führt zum PDF-Denkmaldokument des Landesamtes für Denkmalpflege Sachsen. Bei ehemaligen Kulturdenkmalen können die Objektnummern unbekannt sein und deshalb fehlen bzw. die Links von aus der Datenbank entfernten Objektnummern ins Leere führen. Ein ggf. vorhandenes Icon  führt zu den Angaben des Kulturdenkmals bei Wikidata.